# René Charles de Maupeou

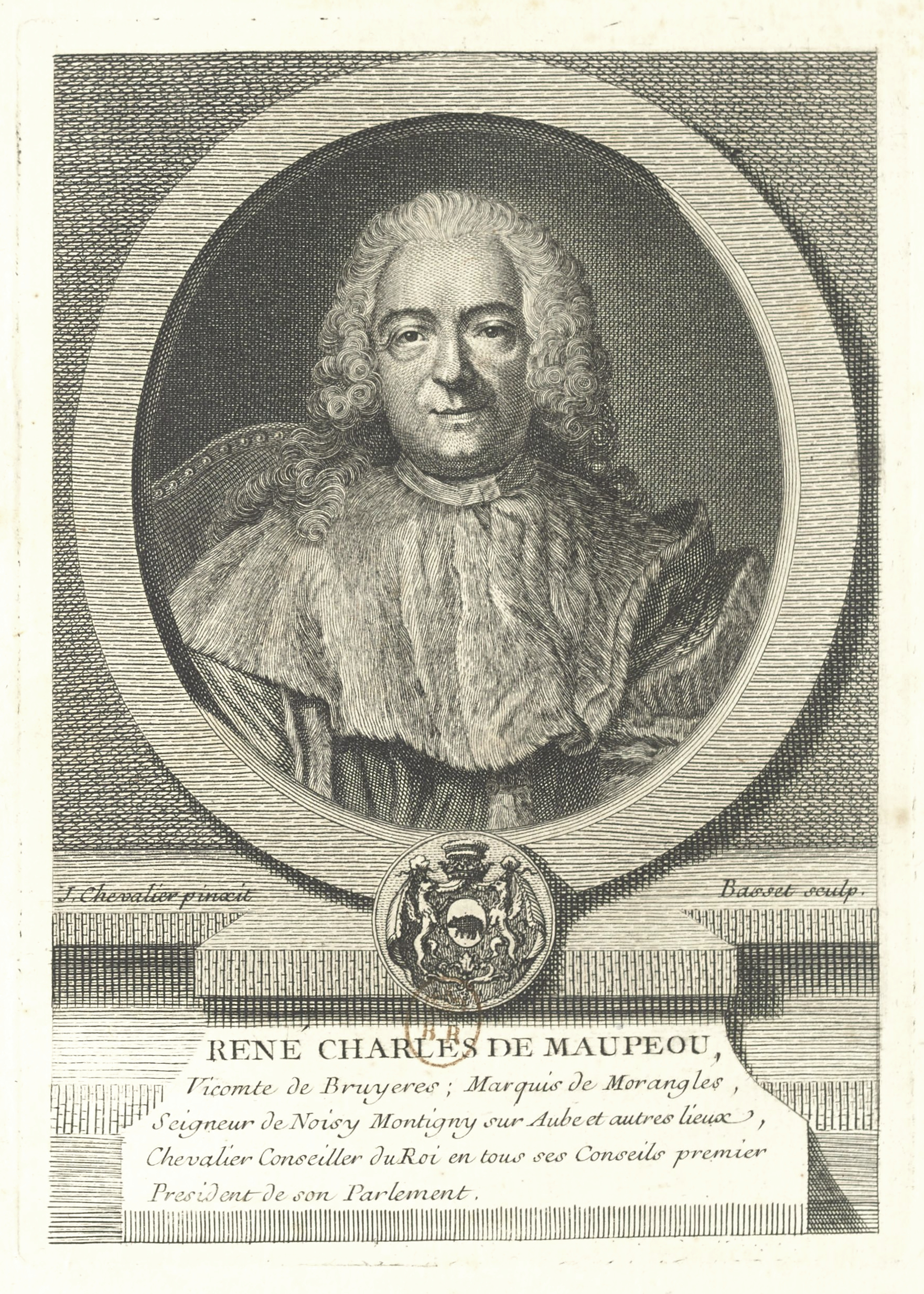
René Charles de Maupeou

René Charles de Maupeou, född den 11 juni 1688, död den 4 april 1775, var en fransk statsman, far till René Nicolas de Maupeou.
de Maupeou var förste president i Parisparlamentet, men ådrog sig genom sin vacklande hållning under dess strider med regeringen sina ämbetsbröders ovilja och tvangs av dem 1757 att ta avsked, varefter han, 1763 inkallad i ministären, medverkade till regeringens försök att betvinga parlamentens opposition. 